# اچ‌ام‌اس بی (۱۹۱۵)
اچ‌ام‌اس بی (۱۹۱۵) (به انگلیسی: HMS Bee (1915)) یک کشتی بود. این کشتی در سال ۱۹۱۵ ساخته شد.